# Lake Charles
Lake Charles (Frans: Lac Charles) is een plaats (city) in de Amerikaanse staat Louisiana, en valt bestuurlijk gezien onder Calcasieu Parish. De plaats is een centrum voor petrochemie en heeft een universiteit, de McNeese State University. Sinds 1980 is Lake Charles de zetel van een rooms-katholiek bisdom. Lake Charles ligt in de Cajun Triangle.

## Geschiedenis
De plaats werd halfweg de 19e eeuw gesticht, eerst als Charleston, en in 1867 kreeg ze de naam Lake Charles. De plaats werd grotendeels verwoest door een stadsbrand in 1910. In 2005 leed Lake Charles grote schade door orkaan Rita.

## Demografie
Bij de volkstelling in 2010 werd het aantal inwoners vastgesteld op 71.993.

## Geografie
Volgens het United States Census Bureau beslaat de plaats een oppervlakte van
110,1 km², waarvan 104,0 km² land en 6,1 km² water. Lake Charles ligt op ongeveer 4 m boven zeeniveau.

## Plaatsen in de nabije omgeving
De onderstaande figuur toont nabijgelegen plaatsen in een straal van 16 km rond Lake Charles.

## Geboren in Lake Charles
- Eunice Sanborn (1896-2011), oudste erkende levende mens ter wereld
- Lucinda Williams (1953), singer-songwriter
- Dominic Gorie (1957), astronaut
- Sean Patrick Flanery (1965), acteur
- Tia Texada (1971), actrice
- Ha*Ash (2002), muzikaal duo